# 丹尼爾·梅德韋傑夫
丹尼爾·谢尔盖耶维奇·梅德韋傑夫（羅馬化：Daniil Sergeyevich Medvedev；1996年2月11日—），俄羅斯職業網球運動員，單打最高世界排名第一，一座大滿貫得主。截至目前，梅德韋傑夫獲得了20个ATP单打冠军，包括1座大滿貫冠軍和6個ATP大师赛冠军。

## 家庭和个人生活
梅德韦杰夫曾在莫斯科国立国际关系学院学习应用经济学和商业，但他为了专注于网球而辍学。他与家人一起搬到了法国的昂蒂布，在一个网球学院训练。2018年9月12日他在莫斯科与女友结婚。
因为丹尼尔·梅德韦杰夫与俄罗斯前总理德米特里·阿纳托利耶维奇·梅德韦杰夫的姓氏相同，被中国球迷昵称为「总理」。

## 網球生涯

### 2018年：首个ATP巡回赛冠军
梅德韦杰夫在2018赛季开始时获得了雪梨國際賽的参赛资格，他在决赛中战胜了澳大利亚选手亚历克斯·德米纳尔。这是自2007年以来最年轻的ATP巡回赛决赛，当时20岁的拉斐尔·纳达尔在印第安纳威尔斯公开赛决赛中击败了19岁的诺瓦克·德约科维奇。这也是自1989年以来最年轻的ATP赛事决赛。
8月，梅德韦杰夫在2018年溫斯頓-塞勒姆公開賽上直落三盘击败史蒂夫·约翰逊，赢得了他的第2个ATP巡回赛冠军。
10月，梅德韦杰夫在东京以资格赛的身份赢得了他的第一个ATP 500赛冠军和职业生涯的第三个ATP冠军，在决赛中直落三盘击败了赛事3号种子錦織圭。这次胜利使他的职业生涯达到新高，排名第22位，并使他成为俄罗斯的头号网球球员。这次胜利也标志着梅德韦杰夫连续三次在决赛中击败赛事本土球员获得冠军。
才后梅德韦杰夫继续了他的强劲表现，进入克里姆林杯半决赛，输给了他的同胞、最终的冠军卡倫·哈查諾夫。一周后，他在ATP 500瑞士室内赛半决赛中输给了罗杰·费德勒。他获得了职业生涯新高的世界排名16位。
梅德韦杰夫以ATP巡回赛中成为当年在硬地场地获得胜场次数最多的球员(38胜)。他也拥有最多的硬地赛事冠军(3个)，与罗杰·费德勒、诺瓦克·德约科维奇和卡伦·哈查诺夫平起平坐。

### 2019年：两个大师赛冠军
梅德韦杰夫从布里斯班国际赛的决赛开始强势开启了2019赛季。在进入决赛的道路上，他击败了实力强劲的五名选手安迪·穆雷、米洛斯·拉奥尼奇和若-威尔弗里德·特松加，但在决赛中输给了锦织圭。在2019年澳大利亚网球公开赛上，梅德韦杰夫被列为第15号种子，这是他首次在大满贯赛事中被列为种子选手，也在职业生涯中首次进入大满贯赛事16强，在四盘比赛中被最终的冠军诺瓦克·德约科维奇击败。2月，梅德韦杰夫在索菲亚公开赛决赛中直落三盘击败匈牙利选手馬爾頓·福索維斯，赢得了他的第四次ATP冠军。接下来的一周，梅德韦杰夫输掉了在ATP500赛事鹿特丹公开赛半决赛，对手是法国选手加埃爾·蒙菲爾斯。
梅德韦杰夫进入2019年蒙特卡洛大师赛时，在他职业生涯的前13场红土比赛中上只赢了两场。尽管如此，梅德韦杰夫在第三轮击败世界排名第8的斯特凡诺斯·齐齐帕斯之后，首次进入了ATP1000大师赛四分之一决赛。在四分之一决赛中，梅德韦杰夫以三盘击败了德约科维奇，这是他首次战胜世界排名第一的选手。他在半决赛中直落三盘击败另一外塞尔维亚选手杜尚·拉约维奇。在接下来的一周的巴塞隆納網球公开赛上，梅德韦杰夫赢得了他的第三个连续对阵世界前10名的胜利(这次是对锦织圭)，也在红土赛场上首次进入ATP巡回赛决赛。在决赛中，梅德韦杰夫被世界排名第5的多米尼克·蒂姆击败。
在战胜锦织圭后，梅德韦杰夫经历了五连败，其中包括法国网球公开赛首轮的失利。稍后他在女王俱乐部的草地球场恢复了状态，在本赛季的第六個半决赛中输给了吉尔·西蒙。在进入温网第三轮后，梅德韦杰夫首次进入世界前十。
2019年北美硬地赛季是梅德韦杰夫职业生涯中的一个转折点。他进入了四项网球赛事决赛（华盛顿公开赛，加拿大公开赛，辛辛那提大师赛和美国网球公开赛），成为网球历史上仅有的第三位达成此成就的球手（仅次于伊万·伦德尔和安德烈·阿加西）。他首先打入了花旗银行公开赛决赛，但输给了澳大利亚选手尼克·克耶高斯。随后，他在罗杰斯杯上表现强劲，在击败排名前十的选手多米尼克·蒂姆和卡伦·哈查诺夫后首次进入大师赛决赛。在决赛中，他被卫冕冠军、头号种子拉斐尔·纳达尔击败。在2019年辛辛那提大师赛他再次击败卫冕冠军德约科维奇，连续两次进入大师赛决赛。决赛中，他击败大卫·高芬，获得了他的第一个大师赛冠军。
随后的美国网球公开赛中他以赛事5号种子一路打进自己的第一场大满贯赛事决赛，打破了长年以来被三巨头在大满贯赛事上的统治地位，但鏖戰五盘被拉斐尔·纳达尔击败。在他的第二轮比赛中，梅德韦杰夫击败了他的对手雨果·德伦，他一度在比赛中收到抽筋的困扰。随后，他在一场有争议的比赛中击败了西班牙选手菲里西亚诺·洛佩兹，比赛中梅德韦杰夫因违反体育道德的行为被罚款5000美元和因明显不雅行为被罚款4000美元。随后他击败了资格赛的多米尼克·克普費爾，进入了他的第一个大满贯赛事的四分之一决赛。在四分之一决赛中，他在四盘比赛中击败了前冠军斯坦·瓦林卡，成为自2010年美国网球公开赛的米哈伊尔·尤兹尼之后第一个代表俄罗斯进入大满贯半决赛的球员(当时尤兹尼也在四分之一决赛中击败了瓦林卡)。此外，这场胜利为梅德韦杰夫赢得了ATP年终决赛的一席。他成为自2009年尼古拉·达维登科获得冠军以来，第一位以非替补身份进入ATP总决赛的俄罗斯男子选手。他在半决赛中击败了格里戈尔·季米特洛夫。
梅德韦杰夫在北美洲取得了成功之后，他在圣彼得堡公开赛上首次获得ATP巡回赛冠军头衔，他决赛中击败了博尔纳·丘里奇，成为15年来首位赢得这项赛事冠军的俄罗斯人。梅德韦杰夫随后在上海大师赛决赛击败亚历山大·兹维列夫，获得第二个大师赛冠军。自此以来梅德韦杰夫成为自2000年以来在一个赛季打进9个以上ATP决赛的第7个男子球员。
梅德韦杰夫在上海获胜后有了两周的休息时间，退出了原定在莫斯科和维也纳的比赛。在他的ATP总决赛首秀中，他在小组赛连输三场结束了2019年赛季。

### 2020年：三个大师赛冠军、ATP年终赛冠军
作为俄罗斯的头号选手，梅德韦杰夫参加了首届ATP杯，他带领俄罗斯队打入了半决赛，但最终输给德约科维奇率领的塞尔维亚队，其中他首次输给了当时世界排名第2的德约科维奇。2020年澳网，梅德韦杰夫在第四轮被前冠军斯坦·瓦林卡以五盘淘汰。在2月份的室内赛中梅德韦杰夫找不到状态，在鹿特丹公开赛和13公开赛上均早早被淘汰。
由于2019年新冠疫情大流行导致ATP巡回赛各项赛事六个月的中断之后，梅德韦杰夫在8月份重新开始参赛。他试图在辛辛那提大师赛上卫冕，但在四分之一决赛中输给了罗伯托·包蒂斯塔·阿古特。梅德韦杰夫随后作为赛会三号种子参加了2020年美国网球公开赛；梅德韦杰夫不失一盘进入半决赛，但半决赛输给了最后的冠军多米尼克·蒂姆。
梅德韦杰夫未能在2020年赢得一场红土比赛，使他的全年整体战绩达到10胜18负。10月室内赛季，他依旧状态不佳，未能进入圣彼得堡公开赛和维也纳公开赛的半决赛。在2020年巴黎大师赛上，梅德韦杰夫决赛中击败亚历山大·兹维列夫赢得了本年度的最后一场大师赛冠军，获得了个人的第三个大师赛冠军头衔，结束了2020年度他平淡无奇的表现。这也是他自2019年上海大师赛以来的首个冠军头衔。
梅德韦杰夫连续两年获得ATP总决赛的资格，2019年年终总决赛中他小组赛一场未胜遭到淘汰；2020年小组赛阶段，他先击败亚历山大·兹维列夫，赢得了他的第一场年终赛的胜利，之后继续击败了诺瓦克·德约科维奇和迪亞哥·塞巴斯蒂安·施瓦茲曼。在半决赛中，他三局比赛击败了拉斐尔·纳达尔；在决赛中击败多米尼克·蒂姆，在第一盘落后的情况下赢下两盘获胜，历时2小时42分钟，赢得自己的第一个ATP总决赛冠军。他成为第一个在任何ATP总决赛比赛中击败世界前三名选手的球员，也是自1990年ATP巡回赛开始以来第四个在任何锦标赛中击败世界前三名选手的球员（仅次于諾瓦克·喬科維奇、鮑里斯·貝克和大衛·纳尔班迪安)。

### 2021年：ATP杯冠军、第四个大师赛冠军、首个大满贯冠军
早2021年2月的第二届ATP杯上，梅德韦杰夫带领俄罗斯队夺得冠军，在单打比赛中獲得全勝，其中包括3场针对前十名的胜利（战胜迪亞哥·施瓦茨曼、亚历山大·兹韦列夫和马特奥·贝雷蒂尼），使他在对阵世界前10名对手的连胜延长至10场，以及他的跨赛季连胜纪录延长至14场。
继赢得ATP杯冠军后，梅德韦杰夫在之后的澳大利亚网球公开赛中，四分之一决赛和半决赛分别直落三盘战胜同胞安德烈·鲁布列夫和斯特凡诺斯·西西帕斯，他第二次打进大满贯决赛。在决赛中，他输给了诺瓦克·德约科维奇。他的ATP男子单打世界排名也超越多米尼克·蒂姆，首次达到第三。
3月，梅德韦杰夫在马赛13公开赛上赢得了本赛季的首个冠军，在决赛中三盘击败了皮埃尔·休格斯·赫伯特。比赛结束后，梅德韦杰夫在ATP排名中上升至世界第二，使他成为了自2005年7月莱顿·休伊特以来，男子網壇四巨頭之外第一个进入前2名的球员。
在随后的迈阿密大师赛中，首轮轮空的赛事头号种子梅德韦杰夫首先击败了卢彦勋。但在第三轮中遭遇澳大利亚选手阿列克谢·波佩林的狙击，在决胜盘一度抽筋，最终苦战2小时37分钟击败对手。接着第四轮中击败了本土选手法兰西斯·蒂亚弗，但在八强决战中输给了老对手西班牙选手罗伯托·包蒂斯塔·阿古特，职业生涯三次与其较量保持失败。迈阿密大师赛挺进八强后，梅德维德夫的世界排名积分突破了10000分，这也是自2009年ATP世界排名系统改革以来，除四巨头外，首位世界排名积分达到10000萬分以上的球员。
梅德韦杰夫历年来在红土场地上成绩一直不佳，此前在红土还未赢过一场球，马德里(0胜2败)、罗马(0胜2败)和罗兰·加洛斯(0胜4败)。在2021年法国网球公开赛之前的三项红土大师赛中，梅德韦杰夫表現持續低迷。在蒙特卡洛大师赛开赛前夕，梅德韦杰夫2019冠状病毒病检测呈阳性，因此他被迫退出比赛。
从2019冠状病毒病中康复后，梅德韦杰夫宣布参加马德里大师赛，迎来今年首站红土赛事。在第二轮中他击败了西班牙选手亚历杭德罗·达维多维奇，赢得了在马德里大师赛的首场胜利。然而在第三轮中三盘输给了智利红土好手克里斯蒂安·加林。由于拉斐爾·纳达尔止步马德里大師賽八强，以及个人打进16强所获得的积分，梅德维德夫将在ATP排名中重返世界第二。在随后的罗马大师赛中，梅德韦杰夫首场比赛就输给同胞阿斯兰·卡拉采夫，带着1胜2负的红土战绩，以赛事2号种子的身份进入2021年法国网球公开赛。
过去四次出战法网正赛，梅德维德夫一胜难求。虽然热身赛战况不佳，但在2021年的法网赛场上一鸣惊人。他在首轮击败了哈萨克斯坦选手亚历山大·布勃利克，取得了法网首胜。第二轮中在先输一盘的情况下逆转击败美国选手托米·保罗。第三轮中，击败了另外一名美国选手瑞利·奥普卡，首次打入法网第二周。在第四轮的比赛中，梅德韦杰夫遭遇了不久之前在马德里大师赛中击败自己的智利选手加林，直落三盘以6-2、6-1、7-5淘汰对手。在1/4决赛中，梅德韦杰夫结束了自己的法网征程，3盘输给自己的勁敵，希腊选手斯特凡诺斯·西西帕斯，他也错过了在法网后登顶世界第一的机会。虽然很遗憾无法再进一步，但他在红土场地上取得了巨大的突破。
在接踵而至的草地赛季，以外卡参赛的梅德韦杰夫获得了马洛卡公開賽的冠军，这也是他的第1个草地赛事冠军。在温布尔登网球锦标赛作为2号种子他在五盘大战中击败2017年温网亚军马丁·西里奇晋级到第四轮，这是他在温网的最好成绩，随后一轮输给了休伯特·胡尔卡奇。
草地赛季结束后，梅德韦杰夫前往东京奥运会为国效力，代表俄罗斯奥林匹克委员会代表团参加男单和男双两个项目。在单打比赛中他先后击败了哈萨克斯坦选手亚历山大·布勃利克、印度选手纳加尔和意大利选手法比奥·费格尼尼，然而在1/4决赛中输给了西班牙选手巴勃罗·卡雷尼奥·布斯塔。在双打比赛中，他与双打搭档阿斯兰·卡拉采夫首轮输给斯洛伐克组合卢卡斯·克莱恩和菲利普·波拉塞克。
在8月开始的北美硬地赛季，梅德维基夫被列为加拿大大师赛和辛辛那提大师赛的头号种子。在加拿大公开赛1/4决赛中他成功复仇胡尔卡奇，在决赛中战胜瑞利·奥普卡首次获得加拿大大师赛的冠军，这也是他的第四个大师赛冠军。
在2021年美国网球公开赛决赛中，梅德韦杰夫在7个月后再次在大满贯决赛中遇到世界第一诺瓦克·德约科维奇，但这次他以直落3盤击败喬科維奇赢得职业生涯的第一个大满贯冠军和第一個美網冠軍。同时他也终结了对手实现年度全满贯的機會。他成为继叶夫盖尼·卡费尔尼科夫和马拉特·萨芬之后第三个赢得大满贯冠军的俄罗斯人。他也成为第一位获得大满贯男单冠军的1995年后出生的网球选手，也是第一位在大满贯决赛中击败網壇三巨头夺冠的1990年后出生的网球选手。

### 2022年：澳网决赛，加冕世界第一
年初，梅德韦德夫代表俄罗斯队出战2022年ATP杯，不过最终没能卫冕成功。在2022年澳大利亚网球公开赛中，梅德韦德夫连胜六场进入男单决赛，在决赛中在先赢两盘的情况下连输三盘败给拉斐尔·纳达尔，连续两年在澳网决赛中失利。
2022年2月24日，由于诺瓦克·德约科维奇在杜拜網球錦標賽在八強賽輸球，同时梅德韦杰夫在2月25日的墨西哥公開賽1/4决赛赢球后实时ATP积分超越诺瓦克·德约科维奇，成为新的男子球员世界排名第一（从2022年2月28日算起），从而终结了自2004年至2022年羅傑·費德勒、拉斐尔·纳达尔、诺瓦克·德约科维奇和安迪·穆雷连续统治男子网坛世界第一长达18年的时代，成为了ATP史上第27位登上世界第一的男子选手。不过在印第安维尔斯大师赛第三轮以6-4、3-6、1-6输给加埃爾·蒙菲爾斯之后将世界排名第一宝座再次还给德约科维奇，其世界第一的排名持续了3周。
4月2日，梅德韦杰夫宣布他将错过法网在内的红土赛季，以从疝气手术中恢复。4月20日，全英俱乐部宣布由于俄罗斯入侵乌克兰，禁止包括梅德韦杰夫在内的所有俄罗斯和白俄罗斯球员参加2022年温布尔登锦标赛。
北美夏季硬地赛季中，在首站洛斯卡沃斯公开赛上赢得冠军。美网被尼克·基里奧斯击败，导致梅德韦杰夫失去世界排名第一。

## 技術分析
梅德韦杰夫身高1.98米。相对于他的身高，他拥有优越的横向移动能力、速度和肺活量，使他能够在后场发挥出色。他的比赛主要集中在长底线上，因为他的长而平的落地球，可以偶尔攻击对手的短球。他最好的底线击球是他的反手，击球深度、速度和精度都很高，而且他能够将一球转向底线。就他的身高而言，他是一名很有能力的防守者，而且他能够以他的后场定位和从左到右的速度控制速度。他还拥有强有力的发球，為他贏得了许多發球分。
梅德韦杰夫的一些相對弱點是他在底线和中场的主動进攻方面，因为他缺乏有效武器来有效地完成得分，不容易与那些在进攻上充满精力和变化的球员斗争。此外，在2019年美网决赛之前，他因为缺乏中场和上网能力而受到批评，但是他在决赛中有很大进步的地方，比如他的发球和截击都很有效。他也是一个精神上强大的对手，这一点从他在球场上的态度、打球风格和重大比赛中的风格上展現出来。但是当他表现不好或者非受迫性失誤多的时候，亦較容易失去信心，变得暴躁，导致他失去自信。他从小就脾气暴躁，为了应付他的脾气，他雇了心理学家。
以他的打球风格，诺瓦克·德约科维奇形容梅德韦杰夫是一个“非常全面”的球员，前世界排名第二的亚历山大·兹维列夫在2019年称他为“目前世界上最好的球员”。2019年ATP总决赛冠军斯蒂法诺斯·西西帕斯曾形容他的打球方式“非常无聊”，後補充說，“他只是打得非常聪明，比你打得好。”
梅德韦杰夫打球的动作幅度相当大，以至于被网友调侃为「瑜伽网球」，而他也在Twitter上承认了这一点说，“人们竟然说我是一位优雅的选手”，并转发了调侃他的图片。

## 生涯统计

### 大滿貫與年終賽年表
指引：
| W | F | SF | QF | #R | RR | LQ (Q#) | A | P | Z# | PO | SF-B | F-S | G | NMS | NH | NQ |

W：冠軍；F：亞軍；SF：四強；QF：八強；#R：前四輪；RR：小組賽；LQ：止步資格賽；A：缺席；P：比赛延期；Z#：戴维斯杯/联合会杯组别赛（#表示级别）；PO：參與戴維斯盃/联合会杯附加赛；SF-B：奧運會銅牌；F-S：奧運會銀牌；G：奧運會金牌；NMS：非ATP1000大師賽系列；NH：該賽事本年度未舉行；NQ：未入圍。

#### 单打
| 赛事               | 2015 | 2016 | 2017 | 2018 | 2019 | 2020 | 2021 | 2022 | 2023 | 2024 | 奪冠率 | 勝-負 | 勝率 |
| ------------------ | ---- | ---- | ---- | ---- | ---- | ---- | ---- | ---- | ---- | ---- | ------ | ----- | ---- |
| 大满贯赛事         |      |      |      |      |      |      |      |      |      |      |        |       |      |
| 澳大利亚网球公开赛 | A    | A    | 1R   | 2R   | 4R   | 4R   | F    | F    | 3R   | F    | 0 / 8  | 27–8  | 77%  |
| 法国网球公开赛     | A    | A    | 1R   | 1R   | 1R   | 1R   | QF   | 4R   | 1R   |      | 0 / 7  | 7–7   | 50%  |
| 温布尔登网球锦标赛 | A    | Q3   | 2R   | 3R   | 3R   | NH   | 4R   | NH   | SF   |      | 0 / 5  | 13–5  | 72%  |
| 美国网球公开赛     | A    | Q1   | 1R   | 3R   | F    | SF   | W    | 3R   | F    |      | 1 / 7  | 29–6  | 83%  |
| 胜-负              | 0–0  | 0–0  | 1–4  | 5–4  | 11–4 | 8–3  | 20–3 | 12–3 | 13–4 | 6–1  | 1 / 27 | 76–26 | 75%  |
| 年终总决赛         |      |      |      |      |      |      |      |      |      |      |        |       |      |
| ATP年终总决赛      | NQ   | NQ   | NQ   | NQ   | RR   | W    | F    | RR   | SF   |      | 1 / 5  | 11–9  | 55%  |

#### 双打
| 赛事               | 2015 | 2016 | 2017 | 2018 | 2019 | 2020 | 2021 | 奪冠率 | 勝-負 | 勝率 |
| ------------------ | ---- | ---- | ---- | ---- | ---- | ---- | ---- | ------ | ----- | ---- |
| 大满贯赛事         |      |      |      |      |      |      |      |        |       |      |
| 澳大利亚网球公开赛 | A    | A    | A    | A    | A    | A    | A    | 0 / 0  | 0–0   | –    |
| 法国网球公开赛     | A    | A    | 1R   | A    | A    | A    | A    | 0 / 1  | 0–1   | 0%   |
| 温布尔登网球锦标赛 | A    | A    | A    | A    | A    | NH   | A    | 0 / 0  | 0–0   | –    |
| 美国网球公开赛     | A    | A    | 2R   | A    | A    | A    | A    | 0 / 1  | 1–1   | 50%  |
| 胜-负              | 0–0  | 0–0  | 0–0  | 1–2  | 0–0  | 0–0  | 0–0  | 0 / 2  | 1–2   | 33%  |

### 大满贯决赛

#### 單打
| 結果 | 年份 | 賽事               | 場地 | 決賽對手        | 勝方比分                 |
| ---- | ---- | ------------------ | ---- | --------------- | ------------------------ |
| 亞軍 | 2019 | 美國網球公開賽     | 硬地 | 拉斐爾·納達爾   | 5–7, 3–6, 7–5, 6–4, 4–6  |
| 亞軍 | 2021 | 澳大利亞網球公開赛 | 硬地 | 諾瓦克·喬科維奇 | 5–7, 2–6, 2–6            |
| 冠軍 | 2021 | 美國網球公開賽     | 硬地 | 諾瓦克·喬科維奇 | 6–4, 6–4, 6–4            |
| 亞軍 | 2022 | 澳大利亞網球公開赛 | 硬地 | 拉斐爾·納達爾   | 6–2, 7–65, 4–6, 4–6, 5–7 |
| 亞軍 | 2023 | 美國網球公開赛     | 硬地 | 諾瓦克·喬科維奇 | 3–6, 65–7, 3–6           |
| 亞軍 | 2024 | 澳大利亞網球公開赛 | 硬地 | 揚尼克·辛納     | 6–3, 6–3, 4–6, 4–6, 3–6  |

### ATP年终赛
| 結果 | 年份 | 賽事      | 場地     | 決賽對手          | 勝方比分           |
| ---- | ---- | --------- | -------- | ----------------- | ------------------ |
| 冠軍 | 2020 | ATP年終賽 | 室内硬地 | 多米尼克·蒂姆     | 4–6, 7–6(7–2), 6–4 |
| 亞軍 | 2021 | ATP年終賽 | 室内硬地 | 亞歷山大·茲維列夫 | 4–6, 4–6           |

## ATP巡回赛

### 单打
| 赛事类型            |
| ------------------- |
| 大满贯 (1–5)        |
| ATP年終賽 (1–1)     |
| ATP1000大师赛 (6–3) |
| ATP500巡迴賽 (4–5)  |
| ATP250巡迴賽 (8–3)  |

| 决赛场地     |
| ------------ |
| 硬地 (18–14) |
| 紅土 (1–1)   |
| 草地 (1–2)   |

| 室内/外      |
| ------------ |
| 室外 (12–14) |
| 室内 (8–3)   |

| 结果 | 胜-负 | 日期       | 巡回赛                   | 赛事级别  | 比赛场地 | 对手                   | 比分                         |
| ---- | ----- | ---------- | ------------------------ | --------- | -------- | ---------------------- | ---------------------------- |
| 亞軍 | 0–1   | 2017年1月  | 印度 清奈公开赛          | ATP250    | 硬地     | 罗伯托·包蒂斯塔·阿古特 | 3–6, 4–6                     |
| 冠軍 | 1–1   | 2018年1月  | 悉尼国际赛               | ATP250    | 硬地     | 阿萊克斯·德·米纳尔     | 1–6, 6–4, 7–5                |
| 冠軍 | 2–1   | 2018年8月  | 美国 温斯顿-塞勒姆公开赛 | ATP250    | 硬地     | 斯蒂夫·约翰逊          | 6–4, 6–4                     |
| 冠軍 | 3–1   | 2018年10月 | 日本 日本网球公开赛      | ATP500    | 室内硬地 | 锦织圭                 | 6–2, 6–4                     |
| 亞軍 | 3–2   | 2019年1月  | 布里斯班国际赛           | ATP250    | 硬地     | 锦织圭                 | 4–6, 6–3, 2–6                |
| 冠軍 | 4–2   | 2019年2月  | 保加利亚 索菲亚公开赛    | ATP250    | 室内硬地 | 馬爾頓·福索維斯        | 6–4, 6–3                     |
| 亞軍 | 4–3   | 2019年4月  | 西班牙 巴塞罗那公开赛    | ATP500    | 泥地     | 多米尼克·蒂姆          | 4–6, 0–6                     |
| 亞軍 | 4–4   | 2019年8月  | 美国 华盛顿公开赛        | ATP500    | 硬地     | 尼克·克耶高斯          | 6–7(6–8), 6–7(4–7)           |
| 亞軍 | 4–5   | 2019年8月  | 加拿大 加拿大公开赛      | ATP1000   | 硬地     | 拉斐尔·纳达尔          | 3–6, 0–6                     |
| 冠軍 | 5–5   | 2019年8月  | 美国 辛辛那提大师赛      | ATP1000   | 硬地     | 大卫·戈芬              | 7–6(7–3), 6–4                |
| 亞軍 | 5–6   | 2019年9月  | 美国 美国网球公开赛      | 大满贯    | 硬地     | 拉斐尔·纳达尔          | 5–7, 3–6, 7–5, 6–4, 4–6      |
| 冠軍 | 6–6   | 2019年9月  | 俄羅斯 圣彼得堡公开赛    | ATP250    | 室内硬地 | 博尔纳·丘里奇          | 6–3, 6–1                     |
| 冠軍 | 7–6   | 2019年10月 | 中国 上海大师赛          | ATP1000   | 硬地     | 亞历山大·兹韦列夫      | 6–4, 6–1                     |
| 冠軍 | 8–6   | 2020年11月 | 法國 巴黎大师赛          | ATP1000   | 室内硬地 | 亞历山大·兹韦列夫      | 5–7, 6–4, 6–1                |
| 冠軍 | 9–6   | 2020年11月 | 英国 ATP总决赛           | ATP年終賽 | 室内硬地 | 多米尼克·蒂姆          | 4–6, 7–6(7–2), 6–4           |
| 亞軍 | 9–7   | 2021年2月  | 澳大利亚网球公开赛       | 大满贯    | 硬地     | 诺瓦克·德约科维奇      | 5–7, 2–6, 2–6                |
| 冠軍 | 10–7  | 2021年3月  | 法國 13公开赛            | ATP250    | 室内硬地 | 皮埃爾-于格·埃貝爾     | 6–4, 6–7(4–7), 6–4           |
| 冠軍 | 11–7  | 2021年6月  | 西班牙 马洛卡公开赛      | ATP250    | 草地     | 萨姆·奎里              | 6–4, 6–2                     |
| 冠軍 | 12-7  | 2021年8月  | 加拿大 加拿大公开赛      | ATP1000   | 硬地     | 瑞利·奥普卡            | 6–4, 6–3                     |
| 冠軍 | 13–7  | 2021年9月  | 美国 美国网球公开赛      | 大满贯    | 硬地     | 諾瓦克·喬科維奇        | 6–4, 6–4, 6–4                |
| 亞軍 | 13–8  | 2021年11月 | 法國 巴黎大師賽          | ATP1000   | 硬地     | 諾瓦克·喬科維奇        | 6–4, 3–6, 3–6                |
| 亞軍 | 13–9  | 2021年11月 | 義大利 ATP总决赛         | ATP年終賽 | 室内硬地 | 亞歷山大·茲維列夫      | 4–6, 4–6                     |
| 亞軍 | 13–10 | 2022年1月  | 澳大利亚网球公开赛       | 大满贯    | 硬地     | 拉斐爾·納達爾          | 2–6, 6–7(5–7), 6–4, 6–4, 7–5 |
| 亞軍 | 13–11 | 2022年6月  | 荷蘭 理光公開賽          | ATP250    | 草地     | 提姆·賴特霍芬          | 4–6, 1–6                     |
| 亞軍 | 13–12 | 2022年6月  | 德国 哈雷公開賽          | ATP500    | 草地     | 休伯特·胡爾卡奇        | 1-6, 4-6                     |
| 冠軍 | 14–12 | 2022年8月  | 墨西哥 洛斯卡沃斯公開賽  | ATP250    | 草地     | 卡梅伦·诺里            | 7–5, 6–0                     |
| 冠軍 | 15–12 | 2022年10月 | 奥地利 維也納公開賽      | ATP500    | 室內硬地 | 丹尼斯·沙波瓦洛夫      | 4–6, 6–3, 6–2                |
| 冠軍 | 16–12 | 2023年2月  | 荷蘭 鹿特丹公開賽        | ATP500    | 室內硬地 | 扬尼克·辛纳            | 5–7, 6–2, 6–2                |
| 冠軍 | 17–12 | 2023年2月  | 卡達公開賽               | ATP250    | 硬地     | 安迪·穆雷              | 6–4, 6–4                     |
| 冠軍 | 18–12 | 2023年2月  | 阿联酋 迪拜网球锦标赛    | ATP500    | 硬地     | 安德烈·魯布列夫        | 6–2, 6–2                     |
| 亞軍 | 18–13 | 2023年3月  | 美国 印地安泉公開賽      | ATP1000   | 硬地     | 卡洛斯·艾卡拉茲        | 3–6, 2–6                     |
| 冠軍 | 19–13 | 2023年3月  | 美国 邁阿密公開賽        | ATP1000   | 硬地     | 扬尼克·辛纳            | 7–5, 6–3                     |
| 冠軍 | 20–13 | 2023年5月  | 義大利 意大利公开赛      | ATP1000   | 紅土     | 霍尔格·鲁内            | 7–5, 7–5                     |
| 亞軍 | 20–14 | 2023年9月  | 美国 美国网球公开赛      | 大满贯    | 硬地     | 諾瓦克·喬科維奇        | 3–6, 6–7(5–7), 3–6           |
| 亞軍 | 20–15 | 2023年10月 | 中国 中国网球公开赛      | ATP500    | 硬地     | 扬尼克·辛纳            | 6–7(2–7), 6–7(2–7)           |
| 亞軍 | 20–16 | 2023年10月 | 奥地利 維也納公開賽      | ATP500    | 室內硬地 | 扬尼克·辛纳            | 6–7(7–9), 6–4, 3–6           |
| 亞軍 | 20–17 | 2024年1月  | 澳大利亚网球公开赛       | 大满贯    | 硬地     | 扬尼克·辛纳            | 6–3, 6–3, 4–6, 4–6, 3–6      |

## 外部連結
- 丹尼爾·梅德韋傑夫（英文/西班牙文）的官方資料
- 丹尼爾·梅德韋傑夫的國際網球總會 職業／青少年 官方資料（英文）